# تيم غروندي
تيم غروندي (بالإنجليزية: Tim Grundy)‏ هو مذيع بريطاني، ولد في 4 يوليو 1958 في مانشستر في المملكة المتحدة، وتوفي في 1 فبراير 2009.